# Список графів Вермандуа
Спочатку графи де Вермандуа (фр. Vermandois) призначалися на посаду королями франків (а пізніше Західно-Франкського королівства) і управляли графством Вермандуа на правах бенефіція.
Аж до Герберта I де Вермандуа важко точно простежити всіх носіїв титулу графа де Вермандуа і встановити хронологію їх призначення.
Починаючи з Герберта I, титул графа де Вермандуа став спадковим. Його отримував старший син, спочатку дому Гербертинів, прямих нащадків Карла Великого, а після зникнення роду перейшов по жіночій лінії у дім Капетингів. 
Гуго I Великий заснував 2-й дім де Вермандуа. Він був сином короля Франції Генріха I  та доньки Великого князя Київського Ярослава Мудрого Анни Ярославни. 
Після припинення чоловічої лінії 2-го дому, графство Вермандуа увійшло до складу королівського домену.
У 1669 році король Людовик XIV відродив графство для свого позашлюбного сина, Людовика де Бурбона (1667-1683). Після смерті Людовика, титул більше не поновлювався.

## Графи-бенефіціарії де Вермандуа
- Леодегарій (бл. 484).
- Емеранн (бл. 511), син попереднього.
- Вагон I (бл. 550).
- Вагон II (бл. 600), син попереднього.
- Бертрудат(пом. 618 або 619), дочка попереднього і дружина Хлотаря II, приєднала Вермандуа до королівського домену.
- Гаріфред (бл. 660).
- Інгомар (бл. 680).
- Леонель д'Арлебек (після 680).

- Бернар, син Карла Мартела, абат Сен-Кентенде Монт (зараз Мон-Сент-Кентен, біля Перонн).
- Ієронім (Жером), брат попереднього, граф де Вермандуа і абат Сен-Кентенде Монт (714-771).
- Фульрад, син попереднього, абат Сен-Кентенде Монт(після 771).
- Гунтард, граф де Вермандуа (771-833) і потім абат Сен-Кентенде Монт (до 833).
- Гуго, син Карла Великого, абат Сен-Кентенде Монт (833-844).
- Аделард, син Гіслен, онуки Карла Великого, граф де Вермандуа (833-864) і потім абат Сен-Кентенде Монт (844-864).
- Балдуїн I Залізна Рука, абат Сен-Кентенде Монт(864-879), граф Фландрії.
- Тьєррі I (граф Вермандуа) — або Тевтрикій, граф де Вермандуа (864-886) і потім абат Сен-Кентен де Монт (879-886), або Теодорік (помер бл. 877), граф де Вермандуа, нащадок Хільдебранда, брата Карла Мартела.

## Графи де Вермандуа

### Перший дім де Вермандуа (Каролінги)

Герб графів де Вермандуа:échiqueté d'or et d'azur

- 896 - бл. 902: Герберт I (бл. 850-902), граф де Вермандуа і де Мо , син Піпіна і, можливо, онуки Теодоріка.
- Бл. 902-943: Герберт II (бл. 880-943), граф де Вермандуа і де Мо, син попереднього
Дружина Адель, дочка Роберта I, короля Франції.
- 943-987: Адальберт I Благочестивий (932-987), граф де Вермандуа, син попереднього
Дружина Герберга, дочка Гізельберта, герцога Лотарингії, і Герберга Саксонської.
- 987 - бл. 1000: Герберт III (954 - бл. 1000), граф де Вермандуа, син попереднього
Дружина Ерменгарда
- Бл. 1000-1010: Альберт II (985-1016), граф де Вермандуа, в 1010 у став ченцем, син попереднього
- 1010-1045: Оттон (бл. 1000-1045), граф де Вермандуа, брат попереднього
Дружина Павія де Хам
- 1045-1080: Герберт IV (1032-1080), граф де Вермандуа і де Валуа, син попереднього
Дружина Алікс де Валуа

### 2-й дім де Вермандуа (Капетинги)
- 1080-1102: Гуго I Великий (бл. 1057-1102 ), граф де Вермандуа і де Валуа, син короля Генріха I Французького і Анни Київської
Дружина Аделаїда де Вермандуа (бл. 1062-1122), дочка Герберта IV і Алікс де Валуа.
- 1102-1152: Рауль I Хоробрий, також відомий під прізвиськом Одноокий (1085 - 1152), граф де Вермандуа і де Валуа, син попередніх
1-а дружина з бл. 1120 (анульований в 1142) Елеонора де Блуа
2-а дружина з 1142 (анульований в 1151) Петронія Аквітанська (бл. 1125-1153)
3-я дружина з 1152 Лоретта Лотаринзька (бл. 1120-1175)
- 1152-1160: Гуго II (1127-1212), граф де Вермандуа і де Валуа , в 1160 у став ченцем, син Рауля I та Елеонори Блуаської.
- 1160-1167: Рауль II (1145-1167), граф де Вермандуа і де Валуа , син Рауля I і Петроніли Аквітанської
Дружина Маргарита Лотарінгська, графиня Фландрії
- 1167-1185: Філіпп Ельзаський (1143-1191), граф Фландрії (1168-1191) , граф де Вермандуа і де Валуа через дружину
Дружина:Єлизавета де Вермандуа (1143-1183), дочка Рауля I і Петроніли Аквітанської
Після смерті своєї дружини Філіп позбувся прав на графство Вермандуа і Валуа
- 1185-1214:Елеонора де Вермандуа (1152 - до 1222), графиня де Вермандуа і де Валуа, дочка Рауля I і Лоретти Лотаринзької
1-й чоловік: Жоффруа де Ено (пом. 1163), граф Остерванта
2-й чоловік: Гільйом IV (пом. 1168), граф Невера
3-й чоловік: з бл. 1170 Матьє Ельзаської (бл. 1137-1173), граф Булонський
4-й чоловік: з бл. 1175 Матьє III де Бомон-сюр-Уаз (пом. 1208)
5-й чоловік: з бл. 1210 Етьєн II де Блуа (пом. 1252), сеньйор де Шатійон-сюр-Луан

Через деякий час після смерті своєї сестри Єлизавети, Елеонора успадкувала графства Вермандуа і Валуа, але в 1185 році була змушена поступитися своїми володіннями Філіппу II Августу, королю Франції. У 1214 Елеонора остаточно відмовилася від своїх прав на графства і вступила до монастиря.

### Граф де Вермандуа (апанаж)
- 1669-1683: Людовик де Бурбон (1667-1683), позашлюбний син короля Людовика XIV і герцогині Луїзи-Франсуази де Лавальєр.